# ناصر شعبانی
محمدرضا شعبانی اصل (۳۰ آذر ۱۳۳۶ – ۲۳ اسفند ۱۳۹۸) مشهور به ناصر شعبانی سرتیپ سپاه پاسداران انقلاب اسلامی بود. وی معاون سابق قرارگاه ثارالله تهران بود که در طول عضویت در سپاه پاسداران سمت‌های مهمی را بر عهده داشته که از جمله آنها فرماندهی سپاه کرمانشاه در زمان عملیات مرصاد و شکست نیروهای سازمان مجاهدین است که از عراق وارد خاک ایران شده بودند. در خبرگزاری‌های داخل ایران از نقش این فرمانده سپاه در مبارزه با گروه‌های چپ‌گرای مخالف جمهوری اسلامی از جمله سال ۱۳۶۰ در آمل نوشته شده‌است.

## درگذشت
وی در ۲۳ اسفند ۱۳۹۸ در پی دنیاگیری کروناویروس در ایران بر اثر ابتلا به کووید ۱۹ درگذشت.